# جویبار چشمه‌ای
جویبار چشمه‌ای (به انگلیسی: Spring creek)، نوعی رودخانه با جریان آزاد است که نام آن از سرچشمهٔ آن گرفته شده‌است: چشمه زیرزمینی یا مجموعه‌ای از چشمه‌ها که آب کافی برای تغذیه مداوم یک رودخانه منحصر به فرد تولید می‌کند. آب جاری در جویبار چشمه‌ای ممکن است علاوه بر این، مانند بسیاری از رودخانه‌های با جریان آزاد سنتی، از طریق برف یا رواناب باران تغذیه شود، اما اغلب کل منبع آب برای یک جویبار چشمه یک سفره زیرزمینی یا دیگر منابع آب زیرزمینی است. به همین دلیل، جویبارهای چشمه‌ای اغلب با آب بسیار خالص و تمیز پر می‌شوند و همچنین جریان‌های آبی صاف، یکنواخت و تزلزل‌ناپذیر را در طول فصول سال نشان می‌دهند - برخلاف رودخانه‌های سرشار از رواناب یا آب شدن بهار و تابستان. بستگی به برف جریان آب، شفافیت آب و شرایط آب آن اغلب در طول سال بسیار متفاوت است.